# Laurel, Florida
Laurel är en ort (CDP) i Sarasota County, i delstaten Florida, USA. Enligt United States Census Bureau har orten en folkmängd på 8 171 invånare (2010) och en landarea på 13,2 km².